# سلطة كبريزة
سلطة قَبْرِيَّة أو كَبْرِيزَة أو كابريزي هي طبق سلطة من المطبخ الإيطالي، تُحضّر من شرائح الطماطم الطازجة وشرائح مُزَرِلَّة والريحان وتتبل بملح الطعام وزيت زيتون. ألوان مكونات هذه السلطة تشابه علم إيطاليا: الأحمر والأبيض والأخضر. تقدم في إيطاليا كأنتيباستو (طبق البداية) وليس كطبق جانبي، بخلاف معظم أنواع السلطات الأخرى. أخذت السلطة اسمها من مدينة جزيرة قبرة.
يُضاف أحياناً الثوم والبقدونس المفروم وصلصات مختلفة كخل بلسميك والتتبيلة الإيطالية والزيتون. وتقدم على أوراق الخس.

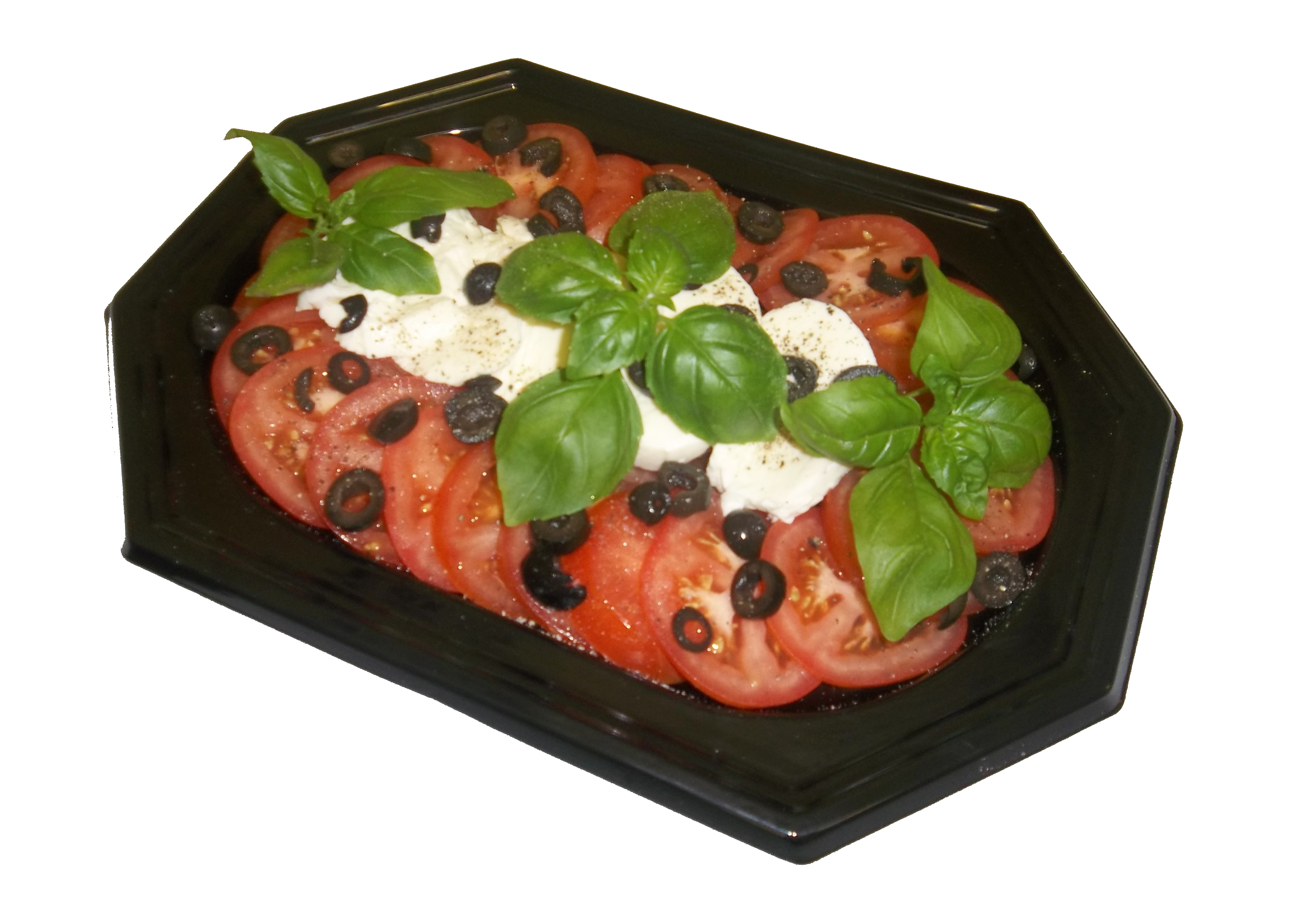
سلطة مُزَرلِّة وطماطم - سلطة إنجليزية
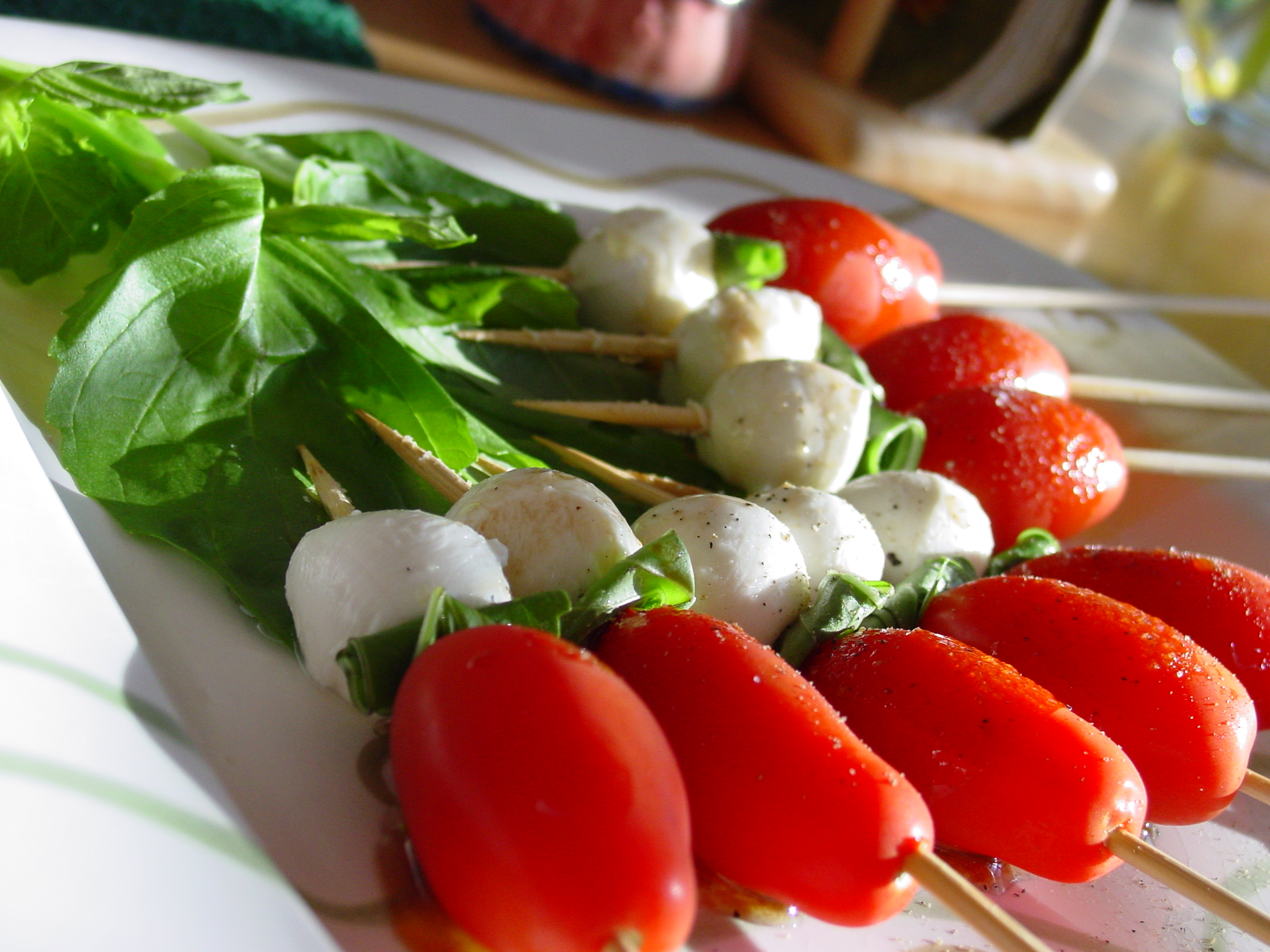
سلطة كبريزة كمقبلات

## المعلومات الغذائية
تحتوي وجبة سلطة الكبريزة (200غ تقريباً) بحسب موقع شهية، على المعلومات الغذائية التالية:
- السعرات الحرارية: 98
- الدهون: 10
- الدهون المشبعة: 1
- الكوليسترول: 0
- الكاربوهيدرات: 3
- البروتينات: 1